# 武田正利
武田 正利（たけだ まさとし、1937年1月2日 - 2018年4月11日）は、日本の経営者。カネカ社長、会長を務めた。

## 経歴
石川県出身。金沢大学教育学部附属高等学校卒業。1959年に慶應義塾大学法学部政治学科を卒業し、同年に鐘淵化学工業(のちのカネカ)に入社。1987年6月に取締役に就任し、1992年6月に常務、1996年6月に専務を経て、1999年6月に社長に就任。2005年6月に会長に就任。
2018年4月11日呼吸器不全のために死去。81歳没。